# Opius bicoloriformis
Opius bicoloriformis är en stekelart som beskrevs av Fischer 1957. Opius bicoloriformis ingår i släktet Opius och familjen bracksteklar. Inga underarter finns listade i Catalogue of Life.